# Vijay Yesudas
Vijay Yesudas Kattassery (ur. 23 marca 1979) – indyjski wokalista podkładający głos w piosenkach filmowych.
Urodził się w Ćennaj jako drugi syn K. J. Yesudasa. Naukę śpiewu rozpoczął w dzieciństwie. Kształcił się w rodzinnym mieście, następnie studiował na University of Miami. Karierę w przemyśle filmowym rozpoczął w 2000. Wykonywał utwory w językach tamilskim, telugu, hindi, malajalam, kannada oraz tulu. Wyróżniony między innymi Kerala State Film Award dla najlepszego wokalisty (2007), Sathyan Memorial Film Award dla najlepszego wokalisty (2007) oraz Filmfare Award dla najlepszego wokalisty (malajalam, 2011).